# Институт биологического приборостроения РАН
Институт биологического приборостроения с опытным производством РАН — учреждение Российской академии наук.
В 1965 году на основе Отдела автоматики Института биологической физики АН СССР, руководимого в то время В. В. Тихомировым, создателем первых советских радиолокационных систем для военной авиации и наземных зенитных комплексов, было организовано Специальное конструкторское бюро Биологического приборостроения (СКБ БП).

## История
В 1988 году СКБ БП АН СССР было преобразовано в НПО «Биоприбор». В мае 1994 года организация была преобразована в Институт биологического приборостроения Российской академии наук (ИБП РАН).
С 1965 по 1994 годы организацию возглавляли: С. А. Шолохов, А. Г. Аристакесян, В. А. Изотов, В. К. Кудряшов, А. Г. Аристакесян, А. П. Скоморощенко. С 2018 года Институт возглавляет к.ф.-м.н. С. Е. Пермяков.
ИБП РАН входит в состав Пущинского научного центра РАН.
За годы своего существования организация накопила существенный научный, технический и производственный потенциал. С 1965 года разработано более 200 наименований новых научных приборов и оборудования как для уникальных, так и для рутинных исследований, поставлено институтам страны и за рубеж около 4000 приборов.
Получено более 450 авторских свидетельств и 40 патентов в США, Германии, Франции, Великобритании, Японии и других странах мира.

## Разработки
Приборы, разработанные институтом, неоднократно выставлялись на ВДНХ (около 50 медалей) и международных выставках-ярмарках. Скоростной спектрофотометр-170 в 1973 году был награждён золотой медалью Пловдивской ярмарки. Дифференциальный адиабатный сканирующий микрокалориметр ДАСМ-1 в 1977 году, микроспектрофлуориметр МСФ-2 в 1987 году, аппаратура для биотехнологии в 1988 году были награждены золотыми медалями Лейпцигской ярмарки. За период с 1994 года по настоящее время Институт был отмечен несколькими десятками дипломов различных выставок.
ИБП РАН производит лабораторное оборудование, приборы и программное обеспечение. Среди разработок института ключевыми являются лиофильные сушилки, лабораторные насосы и шейкеры, тестомесилки, принадлежности для исследования клетки и крови. Институт располагает собственным опытным производством, предлагающим разнообразные услуги по гальванической и механической обработке металлических деталей. Оптический отдел разрабатывает и изготавливает спектральные приборы и принадлежности, в том числе, кварцевые и стеклянные кюветы.